# БИУС
Бойна информационно-управляваща система (съкр. БИУС) е комплекс от електронно-изчислителна апаратура и др. технически средства на боен кораб, БТР, танк, предназначен за автоматизирано създаване на препоръки за управление на оръжието и маневрирането с цел най-ефективното използване на наличните бойни и технически възможности.
Функции на БИУС:
- събиране, обработка и визуализация на информацията;
- изчисляване на ефективността за използване на въоръжението;
- целеразпределение за огневите и техническите средства;
- осъществяване на бойните и навигационните изчисления.

С развитието на взаимодействието между родовете въоръжени сили към задачите се добавя сбора, обмена и разпространението на информацията за обстановката между носителите. БИУС с подобни възможности обикновено се отнасят към обединените, за разлика от специализираните.

## Използване
БИУС на надводни кораби
- Аллея
- Дипломат
- Корень
- Лесоруб
- Планшет
- Сигма
- Требование
- Требование-М
- Трон
- Туча
- Цитадель[2]

Условни обозначения за БИУС на подводни лодки:
- Аккорд
- Омнибус
- Узел
- Алмаз
- Округ

БИУС се внедрява в перспективния руски танк Т-14.
Объединенные БИУС
- Aegis (корабна, САЩ, НАТО)
- NTDS (корабна, САЩ, НАТО)
- JTIDS (универсална, САЩ)
- Genesis (Турция)